# Ньюпорт (селище, Вермонт)
Ньюпорт (англ. Newport) — переписна місцевість (CDP) в США, в окрузі Орлінс штату Вермонт. Населення — 1526 осіб (2020).

## Демографія
Згідно з переписом 2010 року, у місті мешкали 1594 особи в 664 домогосподарствах у складі 471 родини. Було 870 помешкань
Расовий склад населення:
| - 98,7 % — білих - 0,1 % — корінних американців - 0,1 % — чорних або афроамериканців - 0,1 % — азіатів |

До двох чи більше рас належало 0,9 %. Частка іспаномовних становила 0,5 % від усіх жителів.
За віковим діапазоном населення розподілялося таким чином: 20,9 % — особи молодші 18 років, 63,0 % — особи у віці 18—64 років, 16,1 % — особи у віці 65 років та старші. Медіана віку мешканця становила 44,0 року. На 100 осіб жіночої статі у місті припадало 99,2 чоловіків;  на 100 жінок у віці від 18 років та старших — 100,5 чоловіків також старших 18 років.
Середній дохід на одне домашнє господарство  становив 66 722 долари США (медіана — 59 469), а середній дохід на одну сім'ю — 68 121 долар (медіана — 61 761). Медіана доходів становила 43 333 долари для чоловіків та 29 938 доларів для жінок. За межею бідності перебувало 8,7 % осіб, у тому числі 5,1 % дітей у віці до 18 років та 15,7 % осіб у віці 65 років та старших.
Цивільне працевлаштоване населення становило 1057 осіб. Основні галузі зайнятості: освіта, охорона здоров'я та соціальна допомога — 24,8 %, мистецтво, розваги та відпочинок — 15,1 %, будівництво — 11,5 %.